# Infundibulicybe splendoides
Infundibulicybe splendoides är en svampart som tillhör divisionen basidiesvampar, och som först beskrevs av Howard E. Bigelow, och fick sitt nu gällande namn av Jan Vesterholt. Infundibulicybe splendoides ingår i släktet Infundibulicybe, och familjen Chromocyphellaceae. Arten har ej påträffats i Sverige.